# Club Deportivo Tenerife (féminines)
Maillots
Actualités

ancien logo du club

Le Club Deportivo Tenerife Femenino est un club espagnol féminin de football, basé à Santa Cruz de Tenerife sur l'île de Tenerife dans les îles Canaries. Fondé en 2013, le club joue en première division du championnat d'Espagne féminin de football depuis 2015. Sa meilleure performance dans ce championnat est une quatrième place obtenue en 2018 et 2019.

## Histoire
Créé en 2013, le club nommé UD Granadilla Tenerife intègre la deuxième division du championnat espagnol. Il termine la saison invaincu dans le groupe régional des Canaries, mais ne monte pas en première division, car l'équipe ne passe pas l'étape des barrages de promotion. Granadilla est battu en barrages par le Granada Club de Fútbol.
La saison suivante, le club termine à la deuxième place de son groupe mais se qualifie tout de même pour les barrages d'accession. Cette fois-ci, Granadilla parvient à monter en première division, après deux victoires sur Levante Las Planas puis sur le Bétis Séville.
Lors de sa première saison en championnat d'Espagne, Granadilla réalise une belle saison puisque sa septième place au général lui permet de se qualifier aussi pour la Coupe de la Reine pour la première fois de son histoire. Le club y dispute les quarts de finale.
Le club progresse d'année en année : sixième en 2016-17, puis quatrième en 2017-2018 et en 2018-2019 alors que le championnat espagnol est en pleine évolution.
En juin 2025 le club devient la section féminine du Club Deportivo Tenerife.

## Saison par saison
| Saison  | Division     | Division | Coupe de la Reine |
| Saison  | Div          | Pos.     |                   |
| ------- | ------------ | -------- | ----------------- |
| 2013/14 | 2e Division  | 1er      | -                 |
| 2014/15 | 2e Division  | 2e       | -                 |
| 2015/16 | 1re Division | 7e       | Quarts de finale  |
| 2016/17 | 1re Division | 6e       | Demi-finale       |
| 2017/18 | 1re Division | 4e       | Demi-finale       |
| 2018/19 | 1re Division | 4e       | 8e de finale      |
| 2019/20 | 1re Division | 9e       | 8e de finale      |
| 2020/21 | 1re Division | 9e       | Quart de finale   |
| 2021/22 | 1re Division | 5e       | Demi-finale       |
| 2022/23 | 1re Division | 6e       | Quart de finale   |
| 2023/24 | 1re Division | 9e       | Quart de finale   |
| 2024/25 | 1re Division | 6e       |                   |

Légende
|  | Champion                                |
|  | Qualification pour la Coupe de la Reine |